# Alacepril
Alacepril [Handelsname: Cetapril (J)] ist ein Arzneistoff der Gruppe der ACE-Hemmer.

## Geschichte
Der Wirkstoff Captopril (Markteinführung 1981) war der erste ACE-Hemmer in der Herz-Kreislauf-Kategorie. Drei Jahre später brachte Merck & Co. Enalapril auf den Markt. Danach folgten ICI und Shionogi mit Lisinopril, Dainippon und Seiyaku mit Alacepril, Hoechst mit Ramipril, Takeda mit Delapril, Servier mit Perindopril, Warner-Lambert und Recordati/Menarini mit Quinapril und Hoffmann-La Roche mit Cilazapril.
In Deutschland ist Alacepril als Arzneimittel nicht im Markt.

## Synthese
Alacepril wird aus 1-(S)-3-Acetylthio-2-methylpropanoyl-(S)-prolin synthetisiert. Im ersten Reaktionsschritt wird durch Reaktion mit Chlorameisensäurephenylester und N-Methylmorpholin sowie mit Phenylalanin-tert-butylester der tert-Butylester von Alacepril erhalten. Schließlich entsteht durch Zugabe von Anisol und Trifluoressigsäure der Arzneistoff Alacepril:

## Wirkmechanismus
Alacepril, ein lang wirkender oraler Angiotensin-Converting-Enzyme-Hemmer (ACE-Hemmer), ist wirksam bei der Behandlung von Bluthochdruck und Herzinsuffizienz. Alacepril wird zu Desacetylalacepril desacetyliert und dann in Captopril umgewandelt. Der Arzneistoff Alacepril hat eine längere Wirkungsdauer als Captopril, was möglicherweise auf den Metaboliten Desacetylalacepril zurückzuführen ist. Studien zeigten, dass eine chronische Alacepril-Behandlung bei Patienten mit Bluthochdruck mit einer Verringerung der Angiotensin-II-Reaktion im Plasma auf körperliche Anstrengung und bei Patienten mit Herzinsuffizienz mit einer Verringerung des kippinduzierten Anstiegs des Noradrenalinspiegels im Plasma einhergeht. Außerdem wurde eine Verbesserung der körperlichen Leistungsfähigkeit von Patienten mit leichter bis mittelschwerer Herzinsuffizienz durch die Behandlung mit Alacepril festgestellt. Darüber hinaus wurden die Neurohormone positiv beeinflusst, wobei die Aldosteron-, ANP- und BNP-Spiegel im Plasma signifikant sanken.